# Tin Ujević
Tin Ujević (Vrgorac, 1891. július 5. – Zágráb, 1955. november 12.), horvát költő.

## Élete

### Származása és gyermekkora
Tin Ujević a vrgoraci Dizdar-toronyban született. Eredeti teljes neve Augustin Josip Ujević volt. Édesapja, Ivan Ujević az Imotski-vidéki Krivodolban született tanár, édesanyja pedig a milnai származású Jerka Bračanka volt. Tin a család öt gyermekének egyikeként született, akik közül kettő csecsemőkorában meghalt. Költői tehetségét édesapjától örökölhette, aki tanárként vonzódott az irodalomhoz, és ő maga is írt. Életének első hat évében Tin Vrgoracban élt. Az általános iskola első osztályát még Vrgoracban végezte, de amikor a második osztályba járt családja Imotskiba költözött, ahol apját áthelyezték a városi általános iskolába, és ahol Tin is folytatta tanulmányait. Imotski után a család Makarskába költözött, ahol általános iskolai tanulmányait befejezte.
1902-ben Splitbe ment, ahol beiratkozott a klasszikus gimnáziumba, és az érsekségi szemináriumban élt. Tizenhárom évesen kezdett el olyan dalokat írni, amelyekből semmi nem maradt fenn (elmondása szerint első munkája a „Víz” című rövid szöveg volt, amely egy szerkesztő szemeteskosárjába került). 1909-ben Splitben érettségizett kitűnő eredménnyel, de lemondott a pappá szentelés lehetőségéről, és Zágrábba ment, ahol beiratkozott a Zágrábi Egyetem Filozófiai Karának horvát nyelv és irodalom, klasszikus filozófia, filozófia és esztétika szakára. Ugyanebben az évben, márciusban a „Mlada Hrvatska” folyóiratban megjelentette első szonettjét „Za novim vidicima” (Az új nézetekhez) címmel, októberben pedig ugyanebben a folyóiratban közölte a „Hrvatskim mučenicima” (A horvát vértanúkkal) című szonettet.

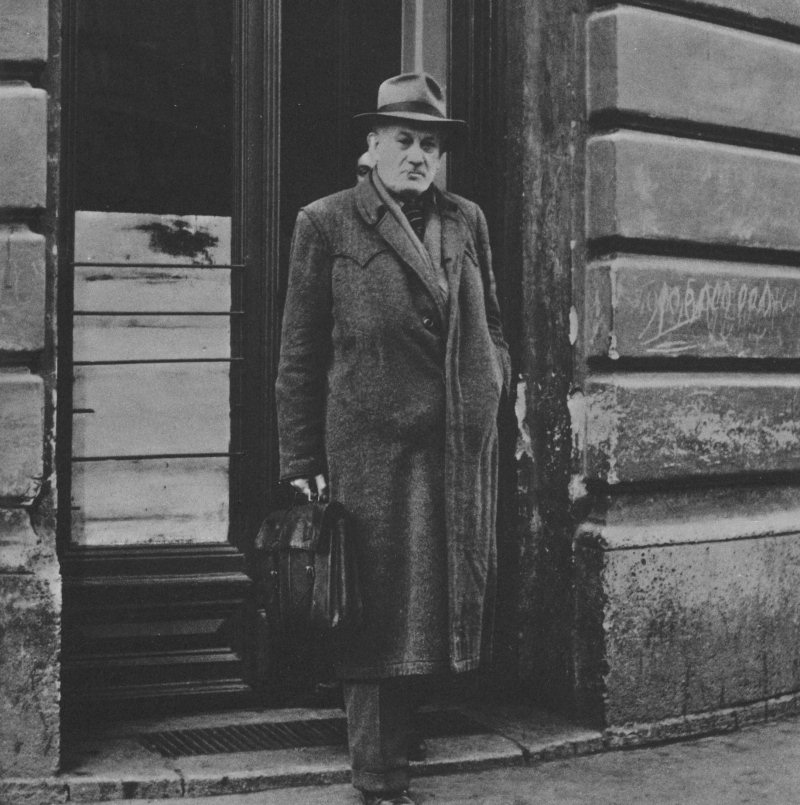
Zágrábban

### Politikai tevékenysége
A Slavko Cuvaj bán elleni 1912-es merényletet követően Ujević aktívan részt vett a nacionalista ifjúsági mozgalomban, és többször is börtönbe került. Az első világháború előestéjén rövid ideig Dubrovnikban, Šibenikben, Zárában, Fiuméban, majd hosszabb ideig Splitben élt. Politikai és költői tudatának meghatározó időszaka párizsi tartózkodása volt (1913–1919). 1913-ban ment Párizsba, melyre nagy szüksége volt, mert nem kapta meg a megélhetéséhez szükséges pénzt, és nem kapott lehetőséget arra, hogy cikkeit máshol publikálja. Talán azért, hogy megszabaduljon az éhségtől és a szegénységtől, az első világháború elején egy fiatal szerb íróval, a „Fekete Kéz” (Crna ruka) szerb terrorszervezet tagjával, Vladimir Gacinović-csal együtt csatlakozott a Francia Idegenlégióhoz, ahol egészségügyi problémái miatt csak egy rövid időt töltött. Ekkor nacionalista barátai úgy vélték, hogy az Ausztria elleni harcot Ujevic jobban segítené, ha osztrákellenes cikkeket ír.
Tagja volt a Jugoszláv Egyesült Nacionalista Ifjúságnak (Jugoslavenska ujedinjena nacionalistička omladina), a Jugoszláv Bizottsághoz (Jugoslavenski odbor) kötődő emigráns szervezetnek, amely az első világháború után az egységes jugoszláv állam létrehozásának tervét támogatta. Később kiábrándult az egységes Jugoszlávia eszméjéből, és örökre feladta politikai ambícióit. Eztán már csak az irodalomnak és különösen a költészetnek szentelte magát. A jugoszláv egység gondolatától való megválásának indokát a „Drugovima” (Bajtársak) című költeményében írta meg: „Egy seregnek kellett lennünk. De a szívünk, bajtársak, megoszlott: ti hasznot kerestek, én pedig szépséget.”
Politikai tevékenységéhez tartozik még, hogy a Független Horvát Állam teljes ideje alatt a Velebit állami hírügynökség alkalmazásában állt, ezért a kommunista hatóságok a negyvenes évek végéig eltiltották a közéleti tevékenységtől. 1945. június közepén a Horvát Írószövetség informális pert tartott a Független Horvát Állam idején Zágrábban maradt írókkal szemben, a vádlottak között Ujević mellett volt Dragutin Tadijanović is, akit két hónapra eltiltottak a publikálástól. Ujevićet usztasa kollaboránsnak nyilvánították, kizárták a Horvát Írószövetségből, és öt évre eltiltották az irodalmi művek kiadásától.

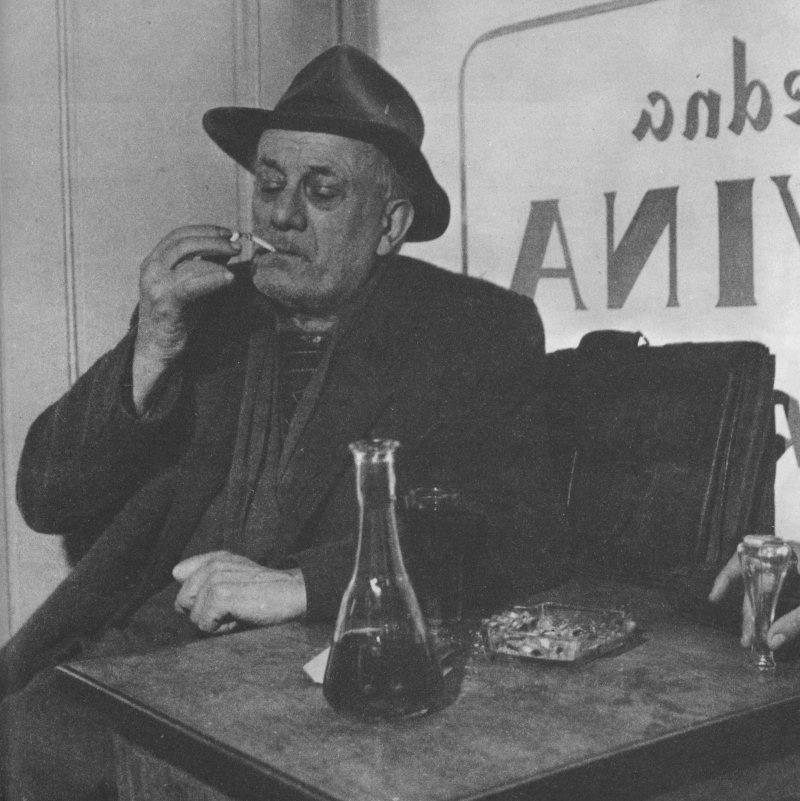
Borozgatás közben

## Irodalmi munkássága
Kezdetben a modern horvát költészet megteremtőjének, Antun Gustav Matošnak a hűséges rajongója volt, de 1911-ben vitát indított vele. Az elemző-értelmező vita középpontjában Ujević „Caesar na samarti” és „Barres i Oinobares” című cikkei, valamint Matoš ezekre adott válaszai „Zar i ti, Brute?” és „Literarni fakini” álltak. A vitát Matoš el akarta kerülni, ezért Ujević kemény támadásaira meglepő langyossággal válaszolt. Ujevićnek azonban nem sikerült teljesen elszakadnia és eltávolodnia Matoštól, bármennyire is lemondott róla. Valami csodálatos irracionális kapcsolat örökre megmaradt köztük. Matoš halála után 1914-ben Ujević esszét közölt mesteréről a „Savremenik” című irodalmi folyóiratban. Ugyanebben az évben a Matoš által ihletett költészeti antológia, a "Hrvatska mlada lirika" (Fiatal horvát líra) 12 fiatal költő munkásságát gyűjtötte össze, köztük Tin Ujević tíz versét.
Mesterétől eltávolodva a fiatal Ujević Baudelaire-hez, a modern európai költészet megalapítójához fordult. „Lehet, hogy Ujević előtt egy Baudelaire volt bennem.” Ezt a kérdést a „Mučeništvo života i raj u afionu” (Az élet és a Paradicsom mártíromsága az Athosban) című esszéjében tette fel. Jelentése egyértelmű volt: Baudelaire nem a példaképe, hanem a másik énje volt. Baudelaire költészetének mélységét tekintette a legmélyebb költői megszállottságnak („Szakadék! A tenger a fejem fölött"), de szembeállított a magassággal, a repüléssel a nap felé, a csillagok felé, az abszolútum felé ("Magas almafák": példaértékű szimbolika, filozófiai derű dala). Ujević úgy lépett Baudelaire nyomdokaiba, hogy ellenállt neki. Hasonlóan viszonyult Rimbaudhoz. A drámai „Ispit savjesti” („Lelkiismeretvizsgálat”, 1923-ban jelent meg a Savremenik folyóiratban) feltárja Rimbaud dilemmáit, amelyeket végül Rimbaud-ellenes módon old meg: nem mondott le a művészetről és tért vissza a rendezett polgári élethez, mint Rimbaud, hanem lemondott a rendezett polgári életről, hogy elkötelezze magát kétségei, vagyis a művészet mellett, amiben talán azért kételkedett annyira, mert annyira hitt benne. A művet a horvát irodalom egyik legmegindítóbb vallomásos szövegének tartják, amelyben a szerző kíméletlenül vizsgálja saját múltját.
Párizsi éveiben még publikált politikai újságcikkeket horvát folyóiratokban, de írt verseket is, amelyeket később a „Lelek sebra” (1920-ban jelent meg Belgrádban) és a „Kolajna” (1926-ban szintén Belgrádban) kötetekben publikált. Miután 1919-ben hazatért Párizsból, egy ideig Zágrábban tartózkodott, ahonnan rövid szünetekkel Belgrádba ment, ahol egészen 1929-ig lakott. Ott Ujević teljes mértékben beilleszkedett a belgrádi irodalmi és kulturális körökbe, amelyek ezért szerb költőként (is) emlékeznek rá. Belgrádból való távozása után jelentette meg az „Auto na korzu” (Autó a korzón, 1932), és az „Ojađeno zvono” (Bús harang, 1933) című köteteket, mint költészetének reprezentatív válogatását.
A kommunista hatóságok - mint újságírót, aki 1945-ben az NDH „Velebit” hírügynökség állandó alkalmazottja volt - eltiltották a közéleti tevékenységtől, így több évig névtelen fordítóként élt. Újonnan válogatott „Rukovet” (Csokor, 1950) kötetével Ujević az olvasók új generációja előtt tárja fel magát, újabb „Žedan kamen na studencu” (Szomjas kő a kúton, 1954) verskötetével pedig megerősítette vezető pozícióját a horvát költészetben. Belső világának titkát sajátos életmódjával rejtette el. Évekig a belgrádi (1920-1929), szarajevói (1930-1937), spliti (1937-1940) és zágrábi (1940-től) bohém kávézók és fogadók társaságának középpontjában volt a Vinogradska utcai Irgalmas nővérek kórházában 1955-ben bekövetkezett haláláig.

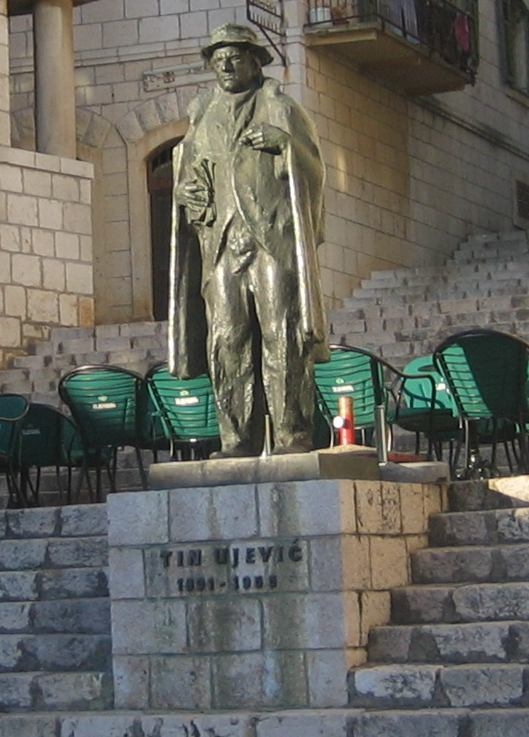
Szobra Imotski főterén

## Fő művei
- Lelek sebra, Beograd, 1920.
- Kolajna, Beograd, 1926.
- Auto na korzu, Nikšić, 1932.
- Ojađeno zvono, Zagreb, 1933.
- Skalpel kaosa: iskopine iz sedre sadašnjice, Zagreb, 1938.
- Ljudi za vratima gostionice, Zagreb, 1938.
- Rukovet, Zagreb, 1950.
- Žedan kamen na studencu, Zagreb, 1954.

## Emlékezete
Bár élete során nem kapott irodalmi díjat, számos irodalmi díjat és fesztivált neveznek el róla.
- Róla nevezték el a legnagyobb horvát költészeti díjat, a „Tin Ujević”-díjat.
- Tiszteletére szülővárosában, Vrgoracban tartják a „Tinnel Vrgoracban” fesztivált.
- 2019-ben irodalmi körökben egy Ujevićnek szentelt rendezvényt terveztek, és a projektet az EU kulturális költségvetéséből kívánták finanszírozni.
- Központi emlékműve Imotskiban a főtéren található, amelyet 1980. július 5-én avatott fel Krun Bošnjak akadémiai szobrászművész.
- Szülővárosában, Vrgoracban, Makarskában, Zágrábban és Krivodolban is vannak emlékművei, és bejelentették, hogy a spliti Tin Ujević téren is állítanak emlékművet a tiszteletére.
- Egy szarajevói és egy belgrádi utca viseli a nevét.
- A róla szóló „Sjećanje na Tina” TV-film alkotója Mate Ganza volt.
- 2000-ben Splitben jelent meg „Pobratimstvo lica u nemiru - pjesnici Tinu Ujeviću” címmel verseinek szentelt könyv, amelyet Mladen Vuković szerkesztett.
- A ”Tin Ujević - san i ludilo” (Tin Ujević - álom és őrület) című 2007-ben Zágrábban kiadott könyv CD-vel, és színpadi kollázs szerkesztője Zvonimir Mrkonjić volt.

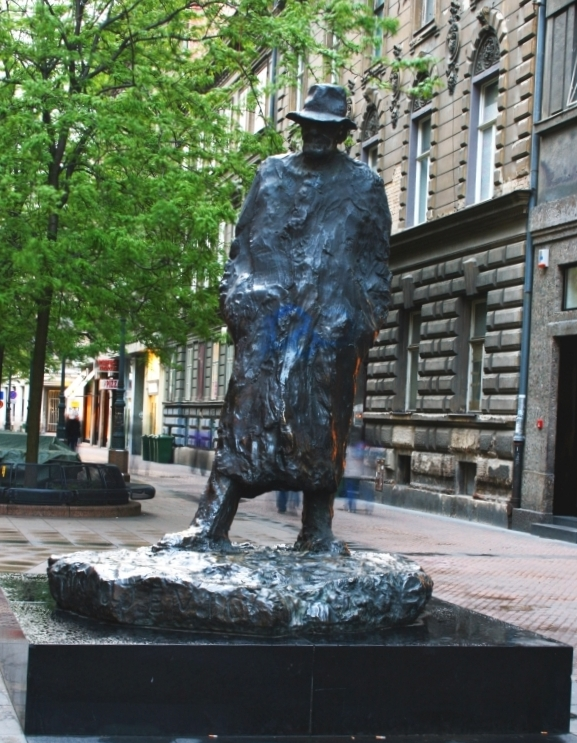
Szobra Zágrábban

## Fordítás
Ez a szócikk részben vagy egészben  a   Tin Ujević című horvát Wikipédia-szócikk ezen változatának fordításán alapul.  Az eredeti cikk szerkesztőit annak laptörténete sorolja fel. Ez a jelzés csupán a megfogalmazás eredetét és a szerzői jogokat jelzi, nem szolgál a cikkben szereplő információk forrásmegjelöléseként.